# Fredric Lehne
Fredric Lehne (aussi connu sous le nom de Fredric Lane) est un acteur américain né le 3 février 1959 à Buffalo, New York. Il interprète le plus souvent des agents de police ou d'État.

## Biographie
Fredric Lehne est surtout connu pour son rôle du démon Azazel ou « Le démon aux yeux jaunes » dans Supernatural.

## Filmographie

### Cinéma
- 1979 : Bienvenue, mister Chance (Being There) d'Hal Ashby : TV Page
- 1980 : Ça plane les filles (Foxes) d'Adrian Lyne : Bobby
- 1980 : Des gens comme les autres (Ordinary People) de Robert Redford : Lazenby
- 1993 : Max, le meilleur ami de l'homme (Man's Best Friend) de John Lafia : Perry
- 1994 : Une épouse trop parfaite (Dream Lover) de Nicholas Kazan : Larry
- 1995 : Bombmeister de John Lafia :
- 1997 : Les Ailes de l'enfer (Con Air) de Simon West : Pilot
- 1997 : Men in Black de Barry Sonnenfeld : INS Agent Janus
- 1999 : Under Contract de Ron Senkowski : Al Smith
- 1999 : Fortress 2 : Réincarcération (Fortress 2) de Geoff Murphy : Gordon
- 1999 : Anoosh of the Airways de James Westby : agent de sécurité
- 2000 : Terror Tract (Terror House) (segment Cauchemar) de Lance W. Dreesen et Clint Huchitson : Louis Freemont
- 2000 : Crash dans l'océan (Submerged) d'Ed Raymond : Richard Layton
- 2001 : Tentacules (Octopus 2: River of Fear) de Yossi Wein : Walter
- 2002 : Dynamite de Walter Baltzer : Tom Baxter
- 2002 : Air Strike (vidéo) de David Worth : Colonel Blackwell
- 2002 : Do It for Uncle Manny d'Adam Baratta : Tommy
- 2004 : Max de James O'Keeffe : Max
- 2006 : Reflections of a Life de Kathi Carey : Bryan
- 2012 : The Dark Knight Rises de Christopher Nolan : garde de sécurité
- 2013 : Zero Dark Thirty de Kathryn Bigelow : Wolf
- 2016 : Tallulah de Sian Heder :
- 2017 : The Greatest Showman de Michael Gracey : M. Hallet
- 2021 : Dans les yeux de Tammy Faye (The Eyes of Tamy Faye) de Michael Showalter : Fred Grover
- 2023 : Fast Charlie de Phillip Noyce : Sal

### Télévision

#### Séries télévisées
- 1978 : In the Beginning : Frank
- 1979 : Studs Lonigan : jeune Weary
- 1984 - 1985 : Dallas : Eddie Cronin
- 1988 : Favorite Son (en) : Wyckoff
- 1998 : De la Terre à la Lune (From the Earth to the Moon) : Astronaute Walt Cunningham
- 1998-1999 : X-Files : Aux frontières du réel (épisodes Compagnons de route et Le Grand Jour) : Arthur Dales jeune
- 2002 : Firefly (série télévisée) : Rance Burgess
- 2004 : Malcolm ( Saison 6 ) : Agent Ridley
- 2004 :Médium (Saison 2)
- 2004 - 2007 : Lost : Les Disparus (Lost) : Marshal Edward Mars
- 2005 : Bones (Saison 1, épisode 18) : Giles Hardewicke
- 2006 - 2007 : Ghost Whisperer : Charlie Banks
- 2006 - 2007 : Supernatural : Azazel
- 2008 : Mentalist (Saison 1, épisode 20) : Marshal Exley
- 2008 : Esprit Criminel (Saison 3, épisode 12) : Jack Vaughn
- 2009 : New York, unité spéciale (saison 10, épisode 15) : Clive Lynwood
- 2012 : American Horror Story (saison 2) : Frank McCann
- 2013 : New York, unité spéciale (saison 14, épisode 22) : le gardien Jones d'Attica
- 2017 : Preacher (Saison 2, épisode 7) : Saltonstall
- 2017 : Esprit Criminel (Saison 12, épisode 21) : Jack Vaughn
- 2021 : Dr Death (mini-série) : Donald Duntsch
- 2022 : Dexter: New Blood (série) : Edward Olsen
- 2024 : New York, police judiciaire : Capitaine Greg Stockwell (saison 24, épisode 8)

#### Téléfilms
- 1980 : Seizure: The Story of Kathy Morris (TV) : Patrick Morris
- 1980 : Le Noir et le blanc (All God's Children) (TV) : Howard Naponic
- 1980 : Un bébé de plus (Baby Comes Home) (TV) : Franklin Kramer
- 1981 : Coward of the County (TV) : Tommy Spencer
- 1981 : The Children Nobody Wanted (TV) : Tom Butterfield
- 1983 : Mystère et bas nylon (This Girl for Hire) (TV) : Peter Canton
- 1984 : The Seduction of Gina (TV) : David Breslin
- 1985 : Love Is Never Silent (en)  (TV) : William Anglin
- 1987 : American Harvest (TV) : Roger Duncan
- 1987 : Billionaire Boys Club (TV) : Christopher 'Chris' Fairmount, Jr.
- 1988 : Défi dans la nuit (Man Against the Mob) (TV) : Sammy Turner
- 1989 : Terreur sur l'autoroute (Terror on Highway 91) (TV) : Charlie Stone
- 1989 : Amityville 4 (Amityville 4: The Evil Escape) de Sandor Stern : Father Kibbler
- 1991 : This Gun for Hire (TV) : Mather
- 1991 : Deadly Game (TV) : Osiris
- 1997 : Intimidations (Payback) (TV) : Sgt. Brian Kaleen
- 1997 : Au nom de toutes les femmes (Two Voices) (TV) : David Anneken
- 1998 : Inferno (TV) : Lt. Sympson
- 1999 : La Ferme aux ballons (Balloon Farm) (TV) : Jake Johnson
- 2001 : Octopus 2 : Walter
- 2007 : Des yeux dans la nuit (Claire) de Stephen Bridgewater : Ben Goodrow